# Doèla
Doèla (en francès Douelle) és un municipi francès situat al departament de l'Òlt i a la regió d'Occitània.
El municipi té Doèla com a capital administrativa, i també compta amb l'agregat de Cessac.

## Demografia
| 1962                                       | 1968 | 1975 | 1982 | 1990 | 1999 | 2007 |
| ------------------------------------------ | ---- | ---- | ---- | ---- | ---- | ---- |
| 638                                        | 673  | 648  | 641  | 693  | 738  | 743  |
| Des de 1962: població sense dobles comptes |      |      |      |      |      |      |

## Administració
| Període   | Identitat        | Partit |
| --------- | ---------------- | ------ |
| 2001-2008 | Gérard Crantelle |        |
| 2008-     | Bénédicte Lanes  | PCF    |